# Tir la Jocurile Olimpice de vară din 2024 - pistol cu aer comprimat 10 m (mixt)
Proba de tir pistol cu aer comprimat 10 m mixt de la Jocurile Olimpice 2024 a avut loc pe 30 iulie 2024 la Centrul Național de Tir din Châteauroux, Franța.

## Program
Orele sunt ora Franței (UTC+1) 
| Data                 | Timp  | Etapă  |
| -------------------- | ----- | ------ |
| Marți, 30 iulie 2024 | 09:30 | Finala |

## Rezultate

### Calificări
Rezultate calificări.
| Loc | Sportivi              | Țara            | Series | Series | Series | Total  | Note |
| Loc | Sportivi              | Țara            | 1      | 2      | 3      | Total  | Note |
| --- | --------------------- | --------------- | ------ | ------ | ------ | ------ | ---- |
| 1   | Șevval İlayda Tarhan  | Turcia 2        | 97     | 97     | 97     | 582-18 | CA   |
| 1   | Yusuf Dikeç           | Turcia 2        | 99     | 98     | 94     | 582-18 | CA   |
| 2   | Zorana Arunović       | Serbia          | 97     | 98     | 97     | 581-24 | CA   |
| 2   | Damir Mikec           | Serbia          | 95     | 98     | 96     | 581-24 | CA   |
| 3   | Manu Bhaker           | India 1         | 98     | 98     | 95     | 580-20 | CB   |
| 3   | Sarabjot Singh        | India 1         | 95     | 97     | 97     | 580-20 | CB   |
| 4   | Oh Ye-jin             | Coreea de Sud 1 | 97     | 98     | 94     | 579-18 | CB   |
| 4   | Lee Won-ho            | Coreea de Sud 1 | 97     | 96     | 97     | 579-18 | CB   |
| 5   | Li Xue                | China 2         | 96     | 96     | 98     | 578-19 |      |
| 5   | Zhang Bowen           | China 2         | 98     | 94     | 96     | 578-19 |      |
| 6   | Josefin Eder          | Germania 2      | 96     | 92     | 96     | 577-21 |      |
| 6   | Christian Reitz       | Germania 2      | 98     | 98     | 97     | 577-21 |      |
| 7   | Kim Ye-ji             | Coreea de Sud 2 | 99     | 98     | 96     | 577-16 |      |
| 7   | Cho Yeong-jae         | Coreea de Sud 2 | 93     | 94     | 97     | 577-16 |      |
| 8   | Jiang Ranxin          | China 1         | 96     | 95     | 95     | 576-20 |      |
| 8   | Xie Yu                | China 1         | 96     | 99     | 95     | 576-20 |      |
| 9   | Doreen Vennekamp      | Germania 1      | 96     | 95     | 96     | 576-16 |      |
| 9   | Robin Walter          | Germania 1      | 96     | 97     | 96     | 576-16 |      |
| 10  | Rhythm Sangwan        | India 2         | 97     | 99     | 92     | 576-14 |      |
| 10  | Arjun Singh Cheema    | India 2         | 97     | 93     | 98     | 576-14 |      |
| 11  | Irina Yunusmetova     | Kazahstan       | 95     | 95     | 94     | 575-19 |      |
| 11  | Nikita Chiryukin      | Kazahstan       | 93     | 98     | 100    | 575-19 |      |
| 12  | Antoaneta Kostadinova | Bulgaria        | 97     | 93     | 98     | 574-19 |      |
| 12  | Kiril Kirov           | Bulgaria        | 97     | 94     | 95     | 574-19 |      |
| 13  | Olena Kostevych       | Ucraina         | 96     | 93     | 96     | 572-19 |      |
| 13  | Viktor Bankin         | Ucraina         | 93     | 97     | 97     | 572-19 |      |
| 14  | Kishmala Talat        | Pakistan        | 97     | 97     | 93     | 571-17 |      |
| 14  | Gulfam Joseph         | Pakistan        | 92     | 98     | 94     | 571-17 |      |
| 15  | Șimal Yılmaz          | Turcia 1        | 96     | 91     | 96     | 569-24 |      |
| 15  | İsmail Keleș          | Turcia 1        | 94     | 95     | 97     | 569-24 |      |
| 16  | Agate Rašmane         | Letonia         | 93     | 95     | 92     | 568-13 |      |
| 16  | Lauris Strautmanis    | Letonia         | 94     | 97     | 97     | 568-13 |      |
| 17  | Camille Jedrzejewski  | Franța          | 96     | 93     | 96     | 565-17 |      |
| 17  | Florian Fouquet       | Franța          | 91     | 93     | 96     | 565-17 |      |

### Finale
Rezultate finale.
| Loc                            | Sportivi                         | Țară            | Total |
| ------------------------------ | -------------------------------- | --------------- | ----- |
| Meciul pentru medalia de aur   |                                  |                 |       |
| 1                              | Zorana Arunović Damir Mikec      | Serbia          | 16    |
| 2                              | Șevval İlayda Tarhan Yusuf Dikeç | Turcia 2        | 14    |
| Meciul pentru medalia de bronz |                                  |                 |       |
| 3                              | Manu Bhaker Sarabjot Singh       | India 1         | 16    |
| 4                              | Lee Won-ho Oh Ye-jin             | Coreea de Sud 1 | 10    |